# Mago (Aladino e la lampada meravigliosa)
Il mago (o stregone, o negromante) è l'antagonista principale della fiaba Aladino e la lampada meravigliosa.
In alcune versioni, specialmente negli adattamenti musical, è chiamato Abanazar.

## Storia originale
Il personaggio è un malvagio stregone magrebino che convince con l'inganno il giovane Aladino ad aiutarlo a trovare una lampada magica, per poi rinchiuderlo nella caverna dove il ragazzo stava cercando l'oggetto. Dopo il ritorno di Aladino, che nel frattempo aveva risvegliato il djinn rinchiuso nella lampada, il mago viene sconfitto e ucciso da Aladino e la principessa Badr al-budūr. Il fratello del mago, malvagio anch'egli, cercherà poi di vendicarsi, ma verrà sconfitto a sua volta.

## Adattamenti
Film
- Achmed, il principe fantastico (Die Abenteuer des Prinzen Achmed) (1926)
- Aladdin and His Wonderful Lamp (1939): cortometraggio di animazione di Braccio di Ferro in cui il malvagio visir è doppiato in originale da Carl Meyer
- Il ladro di Bagdad (1940): si chiama Jaffar, interpretato da Conrad Veidt, doppiato in italiano da Emilio Cigoli (primo doppiaggio) e Oreste Rizzini (secondo doppiaggio)
- Allauddin Adhbhuta Deepam (1957)
- Allavudeenum Arputha Vilakkum (1957)
- Alladdin Ka Chirag (1957)
- La principessa e lo stregone (1001 Arabian Nights) (1959): doppiato in originale da Hans Conried
- Le meraviglie di Aladino (1961): interpretato da Fausto Tozzi
- La lampada di Aladino (Volshebnaya lampa Aladdina) (1966): interpretato da Andrej Fajt, doppiato in italiano da Alarico Salaroli
- Aladdin (1967): interpretato da Robert Dagny
- Aladino e la sua lampada meravigliosa (Aladin et la lampe merveilleuse) (1970): doppiato in originale da Henri Virlojeux e in italiano da Sergio Tedesco
- Allauddinum Albhutha Vilakkum (1979)
- La lampada di Aladino (Aladdin to mahou no Lamp) (1982): doppiato in originale da Kikuo Kaneuchi
- Aladino (Aladdin) (1992)
- Il fantastico mondo di Aladino (A Kid in Aladdin's Palace) (1998): si chiama Luxor, interpretato da James Faulkner
- Aladin (2009): interpretato da Sanjay Dutt

Serie televisive
- Nel regno delle fiabe (Shelley Duvall's Faerie Tale Theatre) (1986): interpretato da Leonard Nimoy
- Le fiabe più belle (Anime Sekai no Dowa) (1995): doppiato in originale da Kouji Totani in italiano da Giovanni Battezzato
- Simsalagrimm (Simsala Grimm) (2010)
- Le mille e una notte - Aladino e Sherazade (One Thousands and One Nights) (2012): si chiama Jafar, interpretato da Stipe Erceg

### Versione Disney
Il mago è uno dei protagonisti del franchise Disney nato con il classico Aladdin del 1992, in cui ha il nome di Jafar.